# سحلية بوسك هدبية الأصابع
سحلية بوسك هدبية الأصابع (الإسم العلمي:Acanthodactylus boskianus)، هي نوع من رتبة الحرشفيات، وهي سحلية متوسطة الحجم، تستوطن مناطق غرب آسيا وشمال أفريقيا.

## الوصف
واسعة الانتشار في العديد من المناطق وهي سحلية متوسطة الجسم يصل طول الحيوان البالغ إلى 10 سم وطول الذيل كطول الجسم مرة ونصف.الرأس متطاول والبوز مستدق ولا يوجد عنق والأطراف جيدة التكوين تنتهي بأصابع عليها حراشف لحمية صغيرة. ولون الجسم رمادي أو بني فاتح وتظهر خطوط فاتحة تمتد على طول الجسم. لون الجسم العام ترابي أو رملي أما البطن فلونه أبیض.